# کریت (ایندیانا)
کریت (به انگلیسی: Crete) یک منطقهٔ مسکونی در ایالات متحده آمریکا است که در شهرستان رندولف، ایندیانا واقع شده‌است. کریت ۳۶۲ متر بالاتر از سطح دریا واقع شده‌است.